# عبد الله محمد الخليل
عبد الله محمد الخليل من رجال التجارة والأعمال في العراق، ينتمي إلى أسرة عربية نجدية الأصل هاجرت إلى البصرة قبل حوالي مائتي عام وعرفت بآل البدر (القناعات)، ولد عبد الله في مدينة مكة عام 1870، ودرس في المعاهد الدينية وتضلع في العلوم والأدب العربي وعلم الهيئة القديم.
قدم إلى البصرة فعمل في التجارة وانتخب أول رئيس لغرفة تجارة البصرة عند إعادة تأليفها عام 1926، وبقي في رئاستها إلى عام 1932، وانتخب نائبا عن لواء البصرة عام 1930، وجدد انتخابه في شهر شباط 1933 وكذلك في شهر كانون الأول من عام 1934.

## وفاته
توفي في البصرة بعد عام 1941.